# Turuçu
Turuçu é um município brasileiro do estado do Rio Grande do Sul, localizado na metade sul deste. Conta atualmente com uma população de 3522 habitantes.

## História
Antes da emancipação como município, a localidade se chamava Vila Arthur Lange — em homenagem ao fundador do curtume que impulsionou o povoamento da região no início do século XX. A ocupação inicial se deu no entorno e próximo da empresa, ao lado da antiga rodovia estadual (atual avenida Arthur Lange). "Quando começamos, não havia nada em volta de nossa empresa, nem água, nem luz, nem telefone. Hoje, há uma cidade", comenta ao lembrar do início do curtume Arthur Lange, no atual município de Turuçu, ainda conhecida por muitos como Vila Lange" .
Posteriormente com a construção da rodovia BR-116 o número de residências e moradores cresceu, expandindo-se para o sul, ficaram entre esta e as terras de Eduardo Kutscher, dando o formato alongado à cidade. Mesmo após mais de uma década de emancipação, há ainda aqueles que se referem a cidade por vila, talvez por saudosimo de tempos mais tranquilos e prósperos. O local é descrito no plano diretor de Pelotas de 1980, onde lê-se no Art. 29, § 1º, inciso III: "Vila Arthur Lange, com perímetro que começa na extremidade da ponte sobre o Arroio Grande e termina 3.000 (três mil) metros ao sul pela BR 116, compreendendo os terrenos situados a 1.000 (mil) metros de ambos os lados dessa"..

## Cultura
Destacam-se na cultura do município as festas promovidas tanto pela prefeitura como pelas comunidades religiosas e por particulares. Uma característica marcante de todos os municípios gaúchos, também se faz presente em Turuçu, o chimarrão, visível o ano todo nas casas e ruas. Em reconhecimento a comunidade negra, há pouco tempo institui-se uma comunidade quilombola em Turuçu, esta recebeu o nome de Quilombo da Mutuca e fica na colônia São José.

### Festas populares
O município é também conhecido por promover uma grande festa anual em comemoração ao cultivo de morango e pimenta. Trata-se da Festa da Pimenta e do Morango, realizada em outubro, desde 2013. A tradição festiva se iniciou com duas festas separadas Festa da Pimenta, em abril, e Festa do Morango, em outubro, tais festividades começaram logo após a conquista da autonomia municipal do local, em meados dos anos 90, e desde então realizadas com grande repercussão na mídia local ano após ano até 2012. Antecedendo este evento há o baile de escolha das soberanas da festa.